# Совет детских организаций РТ
Региона́льная обще́ственная организа́ция «Сове́т де́тских организа́ций Респу́блики Татарста́н» (РОО «СДО РТ») — общественное объединение, координирующее деятельность детских общественных организаций Республики Татарстан.
Создана 3 октября 2006 года, включает представителей районных, школьных первичных детских ассоциаций, организаций всех муниципальных образований Татарстана и республиканских детских объединений. Находится в ведении Министерства по делам молодёжи РТ.

## Направления деятельности
Совет детских организаций РТ работает по следующим направлениям:
- детский спорт и туризм;
- детское предпринимательство и трудоустройство;
- социальная защита и волонтерская деятельность;
- патриотическое воспитание;[9]
- детские средства массовой информации;
- культура и творческое развитие подростков;
- правовая защита детей и молодежи, образование;
- экологическое воспитание.

## Ключевые мероприятия и проекты

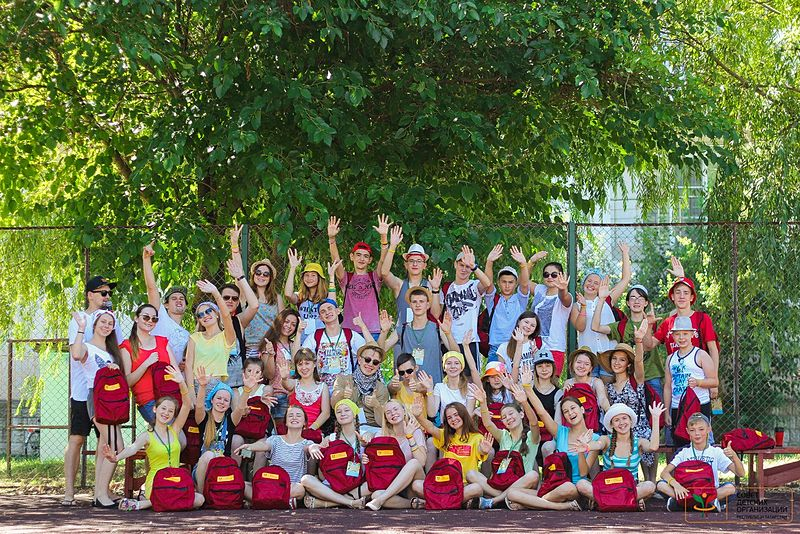
Участники летней профильной смены Совета детских организаций РТ, 2016 г.

- Форум юных граждан РТ. Работа форума организуется по 10 основным секциям, включающим все направления деятельности Совета детских организаций РТ. Для юных активистов проводятся профильные круглые столы и тренинги, а также пленарное заседание.[10][11][12]
- «Детская Общественная Приёмная». Цель проекта — содействие в реализации и защите прав, законных интересов детей и подростков, проживающих на территории Республики Татарстан. В рамках проекта детские общественные помощники ведут просветительскую и разъяснительную деятельность в муниципальных районах Республики и совместно с Уполномоченным по правам ребёнка в РТ проводят приём граждан в своём районе.[13][14][15]
- Республиканский конкурс лидеров и руководителей детских и молодежных общественных объединений «Лидер года». Конкурс — региональный этап Всероссийского конкурса «Лидер XXI века». Целью конкурса «Лидер года» является общественная поддержка детских и молодежных общественных организаций, а также их лидеров и руководителей. В Татарстане Конкурс стартовал в 2003 году. Конкурс является площадкой по выявлению, обучению и подготовке профессиональных кадров сферы молодежной политики Республики Татарстан.[16][17][18]
  - Возрастные категории: 11-13, 14-15, 16-17, 18-25 и 26-30 лет

В 2017 году конкурс «Лидер года» прошёл в пятнадцатый юбилейный раз.
- Республиканский образовательный проект «Школа кураторов». Проект реализуется с целью повышения уровня профессионализма лидеров и активистов детских и молодежных общественных организаций и создания благоприятной среды для совместной деятельности детских и молодежных общественных организаций. Состоит из заочного и очного этапов.[20]
- Летняя профильная смена СДО РТ на берегу Чёрного моря. Организационный комитет смены ставит следующие задачи перед проведением летней профильной смены: обучить лидеров детских организаций основам организаторской и управленческой деятельности, создать условия для профессионального развития активистов детских общественных организаций.[21]
- Ежеквартальные заседания СДО РТ при участии членов Совета и активистов районов. Программа заседаний включает обучение проектной деятельности, спортивно-интеллектуальные мероприятия, круглые столы по развитию детского движения, заседания Совета общественной организации «СДО РТ».[22]